# Clytolaema rubricauda
A Clytolaema rubricauda a madarak (Aves) osztályának a sarlósfecske-alakúak (Apodiformes) rendjéhez és a kolibrifélék (Trochilidae) családjához tartozó Clytolaema nem egyetlen faja.

## Rendszerezése
A fajt Pieter Boddaert holland ornitológus írta le 1783-ban, még a Trochilus nembe Trochilus rubricauda néven. Sorolják a Heliodoxa nembe Heliodoxa rubricauda néven is.

## Előfordulása
Dél-Amerika keleti részén, Brazíliában az Atlanti-óceán partvidékén honos. Természetes élőhelyei a szubtrópusi és trópusi síkvidéki esőerdők és cserjések, valamint ültetvények és vidéki kertek.

## Megjelenése
Testhossza 11 centiméter, testtömege 6-7 gramm.
|  |  |

## Természetvédelmi helyzete
Az elterjedési területe nagyon nagy, egyedszáma pedig ismeretlen. A Természetvédelmi Világszövetség Vörös listáján nem fenyegetett fajként szerepel.